# Kojonup
Kojonup is een plaats in de regio Great Southern in West-Australië. Het ligt langs de Albany Highway, 256 kilometer ten zuiden van Perth en 152 kilometer ten noorden van Albany. Kojonup telde 1.157 inwoners in 2021 tegenover 1.122 in 2006.

## Geschiedenis
De Nyungah Aborigines waren de oorspronkelijke bewoners van de streek. Zij maakten er eeuwenlang gebruik van de waterbron waar Kojonup zou ontstaan. Jagen deden de plaatselijke Aborigines met een kodj. Kodj is een aborigineswoord voor "stenen bijl". De naam Kojonup is afgeleid van dit woord. Kojonup betekent "plaats van de zuidwestelijke steenbijl".
In 1837 kreeg landmeter Alfred Hillman van James Stirling de opdracht een pad vrij te maken tussen Perth en Albany. Hillman werd door Aborigines naar de waterbron geleid. Hij noteerde toen de naam Kojonup. Hij meldde Stirling het bestaan van de bron en vond het een geschikte plaats voor een dorp. Stirling vestigde een militaire voorpost nabij de bron. In mei 1840 bood de overheid er gronden te koop aan. De plaats werd een stopplaats voor de postkoets die tussen Perth en Albany reed. De soldaten vervingen hun houten barakken in 1845 door een stenen gebouw. Het diende later als school, gemeenschapszaal, private woning en werd uiteindelijk het Kojonup Pioneer Museum.
In de jaren 1850 werd West-Australië een strafkolonie. De gevangenen verbeterden de weg tussen Albany en Perth, de Albany Road. Ze werden bewaakt door op rust gestelde soldaten. Deze 'pensioner guards' kregen 15 pond en 4 hectare grond om een huisje op te bouwen. In 1854 bouwde William McDonnell een woning op die manier. In 2004 vierde Kojonup het 150-jarige bestaan van het huisje. Het was ondertussen een cultureel museum. Een eerste vergunning voor een hotel in Kojonup werd afgeleverd in 1868. In 1869 werd er een politiekantoor gebouwd.
De eerste Kojonup Road Board werd verkozen in 1873. In de jaren 1880 waren er talloze plannen voor het aanleggen van spoorwegen. De Great Southern Railway werd geopend in 1889. Langsheen de spoorweg ontstonden bloeiende dorpen als Katanning en Broomehill. De spoorweg liep niet langs Kojonup en het plaatsje kwijnde weg. Kojonup telde 67 inwoners in 1898.
In maart 1907 opende een spoorweg van Kojonup naar Katanning. In Katanning sloot ze aan op de Great Southern Railway. In april werd de spoorweg overgedragen aan de Western Australian Government Railways (WAGR). In 1912 werd de spoorweg verder aangelegd naar Donnybrook. Hierdoor werd de  Great Southern Railway verbonden met de South Western Railway. De streek kreeg op die manier toegang tot de haven van Bunbury. De spoorweg maakte het makkelijker om de landbouwproductie uit te voeren. Er vestigden zich terug meer mensen in de streek. De lijn Donnybrook - Katanning zou tot 1982 in gebruik blijven.
Na de Eerste Wereldoorlog steeg de bevolking in het district. Een zestigtal teruggekeerde Australische soldaten en soldaten uit het Britse Rijk werden er middels Soldier Settlement Schemes gevestigd. In 1922 werd een goederendepot gebouwd en in 1925 een stationsgebouw. In 1926 werd de Kojonup Memorial Hall gebouwd om de gesneuvelde soldaten te herdenken. De Memorial Hall werd geopend door majoor-generaal Talbot Hobbs.
Vanaf 24 november 1941 verzorgde WAGR een busdienst naar Kojonup. Midden de jaren 1950 werden er installaties voor de opslag en het vervoer van graan in bulk gebouwd. Op 23 juni 1961 werd de Kojonup Road Board vervangen door het lokale bestuursgebied Shire of Kojonup. In 1974 reed de laatste gecharterde passagierstrein. Vanaf 1975 deed het stationsgebouw dienst als toerismekantoor. Na een zware overstroming in Muradup reden vanaf 1 juni 1982 ook geen goederentreinen meer over de spoorlijn. In de jaren 1990 werd het Kojonup Tourist Railway Committee opgericht. Het verplaatste en renoveerde allerlei spoorgebouwen, verzamelde rollend materieel en begon toeristische treinen in te leggen.
Rond het midden van de 19e eeuw was zich in en rond Kojonup een bloeiende schapenindustrie beginnen ontwikkelen. In 1906 werden er meer dan tienduizend schapen gehouden. In het jaar 1989 werden er in het district meer dan een miljoen schapen geschoren. In 2001 werd een monument onthuld, de Big Wool Wagon. De wolwagen is een ode aan de schapenindustrie in het district.

## 21e eeuw
Kojonup is het administratieve en dienstencentrum van de Shire Of Kojonup. Het is een landbouwdistrict. Kojonup heeft een olympisch zwembad, een bibliotheek, tennis- en golfterreinen.
Het dorp is een verzamel- en opslagplaats voor de productie van de bij de Co-operative Bulk Handling Group aangesloten graanproducenten uit het district.
Door de rechtszaak 'Marsh versus Baxter' kwam Kojonup vanaf 2012 in de belangstelling te staan in het debat over GMO's in West-Australië. De eigenaar van een biologische boerderij diende klacht in tegen de eigenaar van een boerderij die genetisch gemodificeerd lijnzaad had gezaaid en geoogst. Het zaad was op de biologische velden beland. Door de contaminatie diende de biologische boerderij haar biocertificaat enkele jaren in te leveren.

## Transport
Kojonup ligt langs de Albany Highway. Het is een stop voor de Transwa-bussen die tussen Perth en Albany rijden.
Er ligt een luchthaven 9 kilometer buiten het dorp.

## Toerisme
In het Kojonup Visitor Centre vindt men informatie over onder andere volgende bezienswaardigheden:
- Australian Rose Maze & Three Women’s Stories is een doolhof bestaande uit rozenstruiken, opgedragen aan de vrouwen van de 20e eeuw aan de hand van de levensverhalen van een Italiaanse, een Engelse en een aboriginesvrouw.[18]
- Kodj Gallery vertelt de geschiedenis van de Nyungah Aborigines en de veranderende omgeving waarin ze leefden en leven aan de hand van artefacten, kunst en persoonlijke verhalen.
- De Big Wool Wagon is een monument, opgesteld langs de Albany Highway, een ode aan de schapenindustrie.
- De History Walk Trail is een wandeling langs het plaatselijke erfgoed en de museums in de soldatenbarakken en Elverds Cottage.
- In de Farrar Reserve, Myrtle Benn Flora & Fauna Sanctuary en Australian Bush Heritage Block's kan men de plaatselijke fauna en flora bekijken.
- Moodiarrup Lake is een oude meteorietkrater die gevuld is met water en waar aan waterrecreatie gedaan wordt.

## Klimaat
Kojonup kent een gematigd mediterraan klimaat (Csb volgens Köppen).
| Maand                                  | jan  | feb  | mrt  | apr  | mei  | jun  | jul  | aug  | sep  | okt  | nov  | dec  | Jaar  |
| -------------------------------------- | ---- | ---- | ---- | ---- | ---- | ---- | ---- | ---- | ---- | ---- | ---- | ---- | ----- |
| Gemiddeld maximum (°C)                 | 29,5 | 28,8 | 26,1 | 22,2 | 18,1 | 15,1 | 14,4 | 14,9 | 16,8 | 20,1 | 23,5 | 27,7 | 21,4  |
| Gemiddeld minimum (°C)                 | 13,1 | 13,7 | 12,6 | 10,6 | 8,1  | 6,7  | 5,9  | 5,8  | 6,2  | 7,7  | 9,7  | 11,8 | 9,3   |
|                                        |      |      |      |      |      |      |      |      |      |      |      |      |       |
| Neerslag (mm)                          | 14,5 | 14,2 | 22,8 | 32,3 | 65,5 | 86,1 | 86,6 | 74,0 | 52,7 | 39,9 | 23,9 | 15,8 | 528,3 |
| Regendagen (dag)                       | 1,5  | 1,6  | 2,5  | 3,9  | 7,4  | 9,9  | 10,8 | 9,7  | 7,9  | 6,0  | 3,6  | 2,0  | 66,8  |
| Bron: Australian Bureau of Meteorology |      |      |      |      |      |      |      |      |      |      |      |      |       |

## Galerij

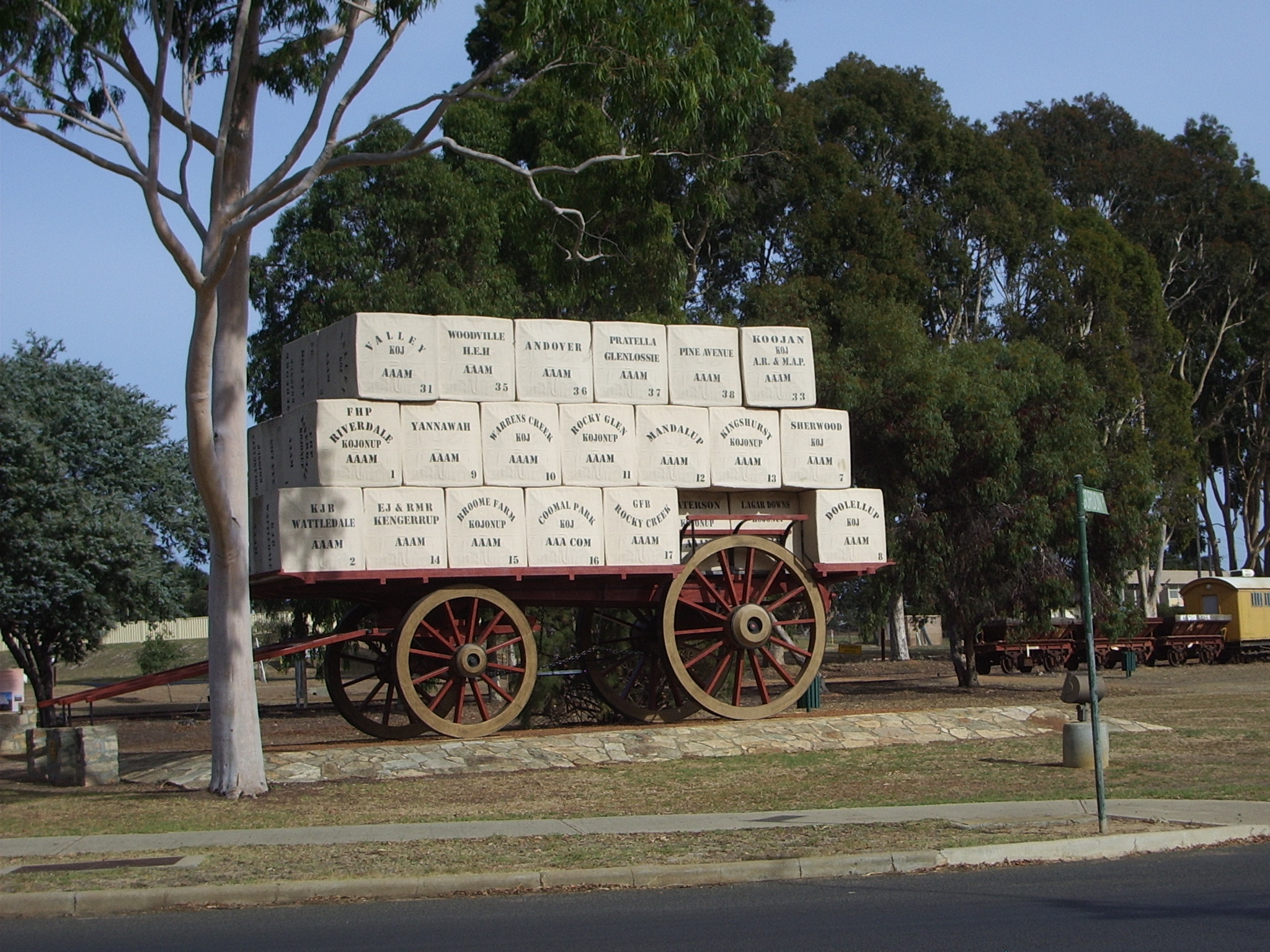
Big Wool Wagon
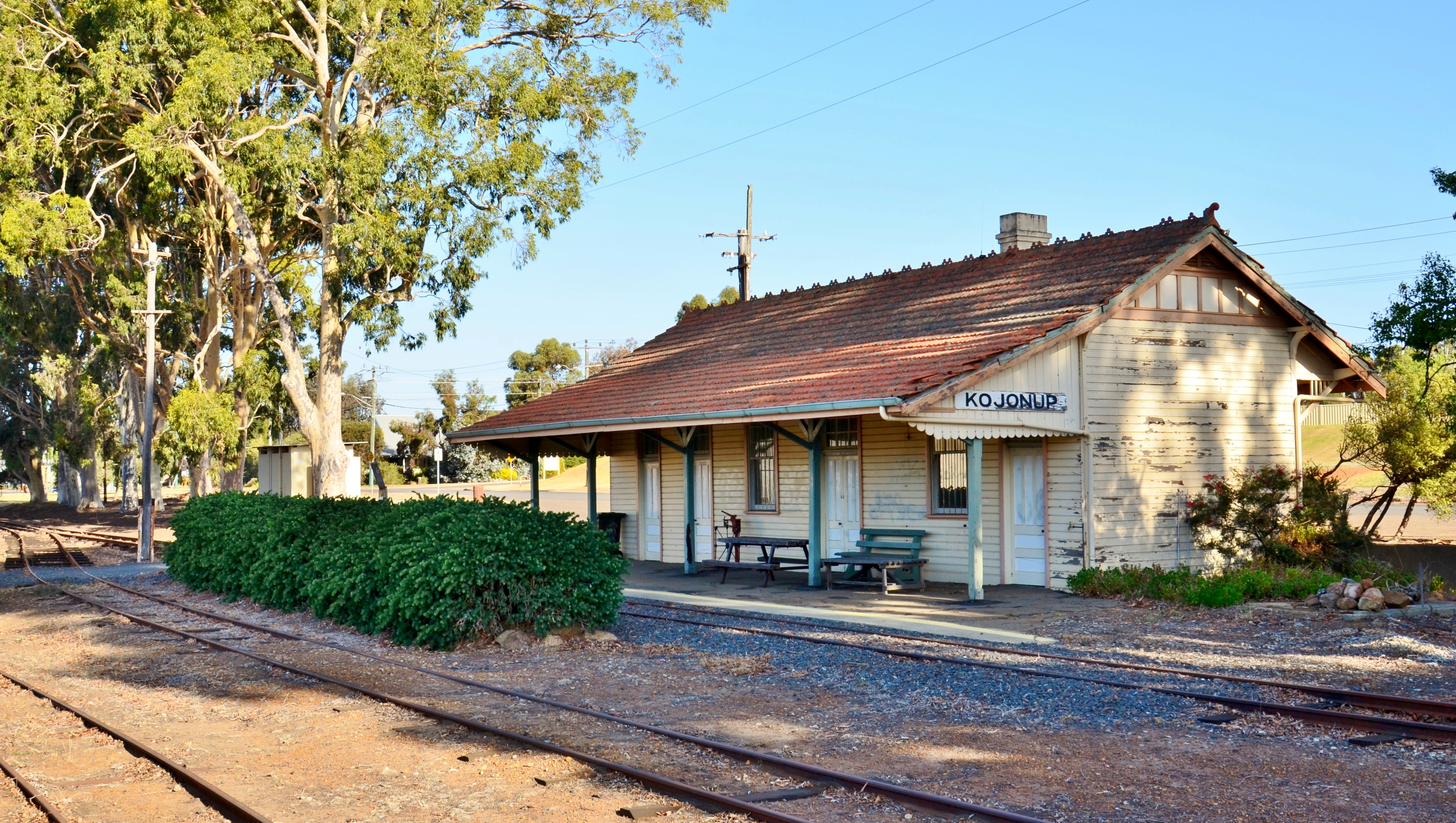
spoorwegstation
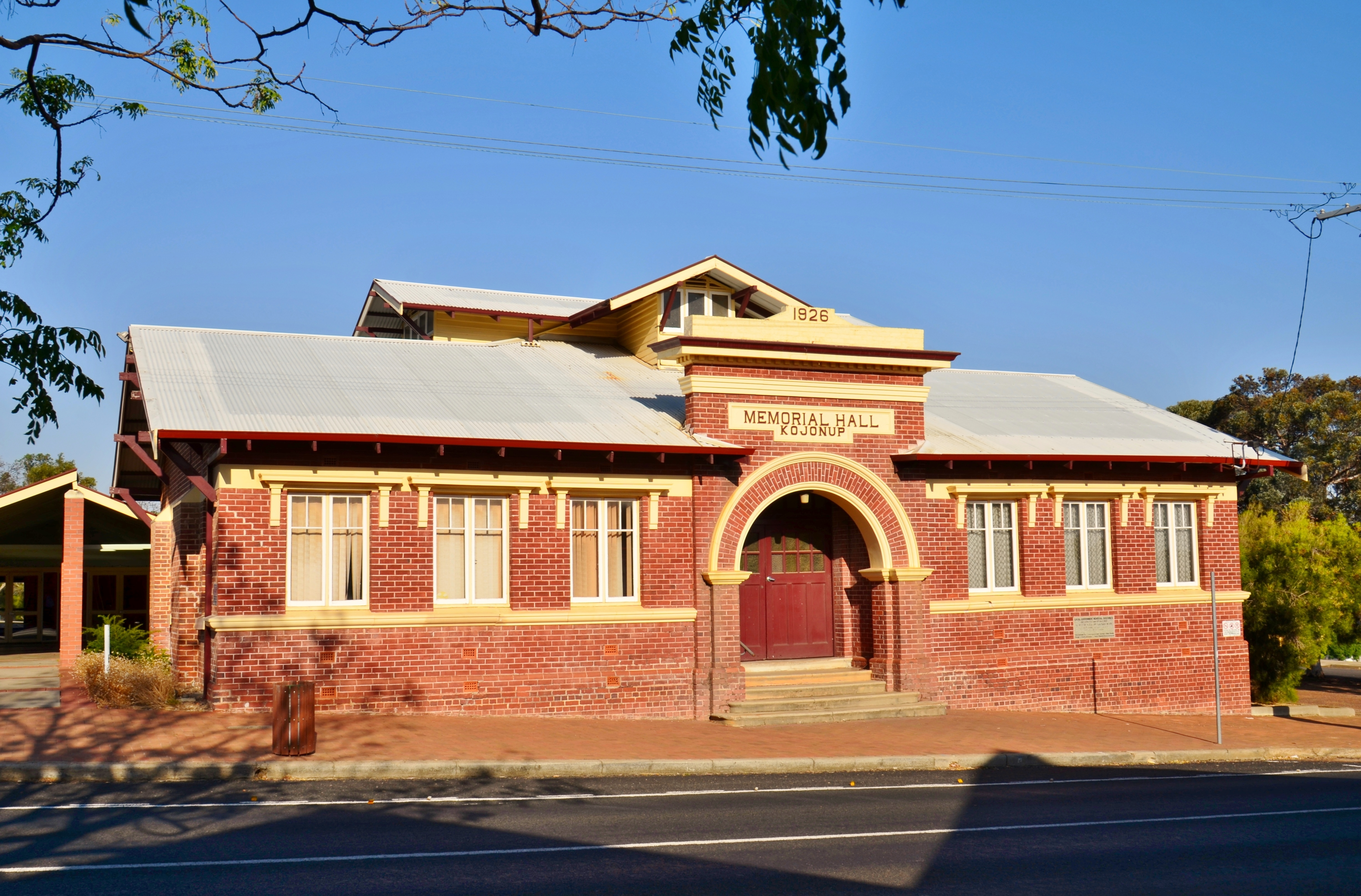
Memorial Hall
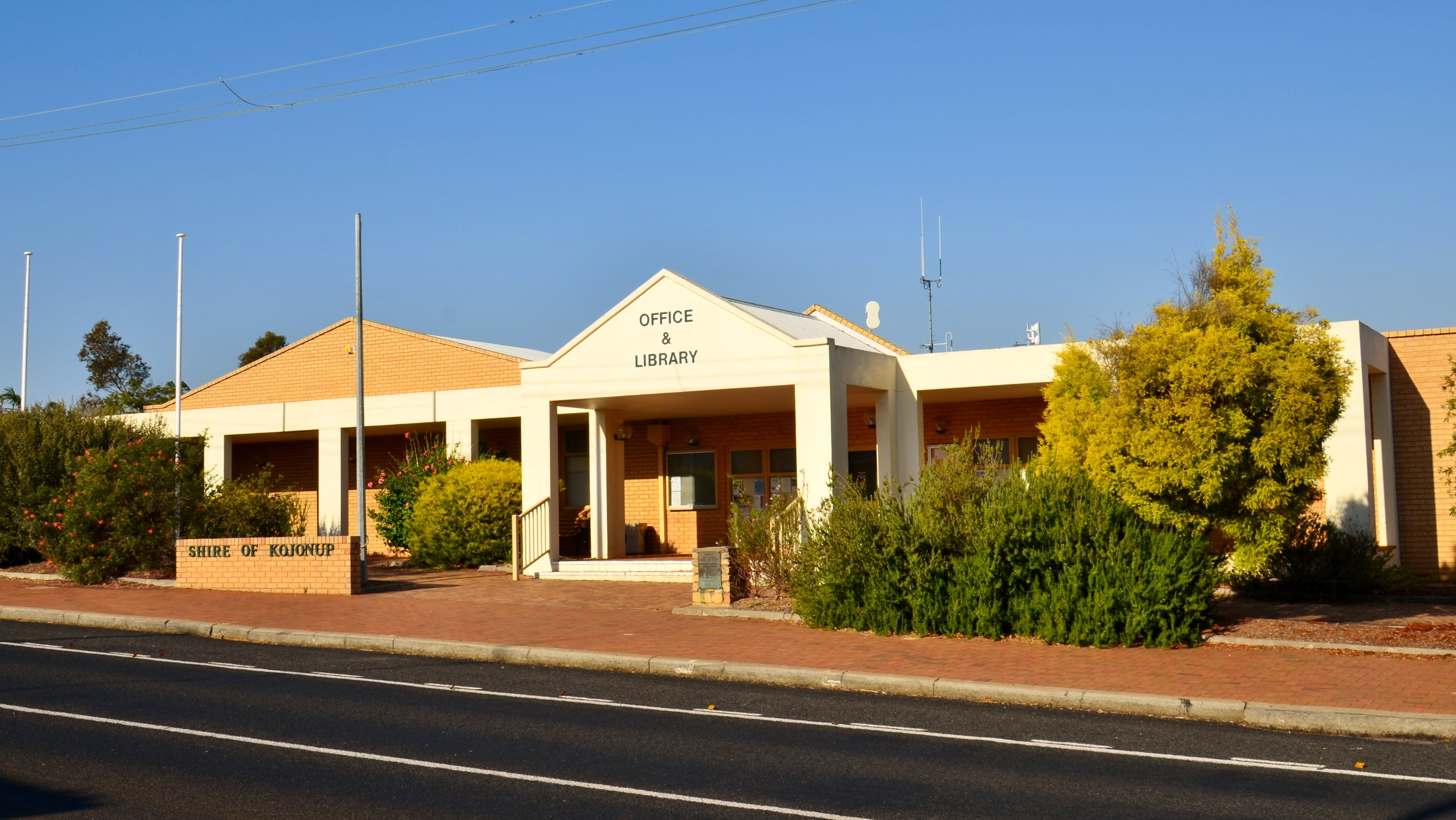
administratie en bibliotheek

Albany · Amelup · Badgebup · Borden · Bornholm · Boscabel · Bow Bridge · Boxwood Hill · Bremer Bay · Broomehill · Cartmeticup · Chinocup · Cranbrook · Denmark · Elleker · Frankland River · Gairdner · Gnowangerup · Jerramungup · Jingalup · Kalgan · Katanning · Kendenup · King River · Kojonup · Kwobrup · Little Grove · Lower King · Manypeaks · Mount Barker · Muradup · Narrikup · Needilup · Nornalup · Nyabing · Ocean Beach · Ongerup · Pingrup · Porongurup · Redmond · Tambellup · Tenterden · Torbay · Tunney · Wellstead · Woodanilling